# Helène Aylon
Helène Aylon, née Helene Greenfield le 4 février 1931 à Brooklyn (New York, États-Unis) et morte le 6 avril 2020 du Covid-19, est une artiste multimédia et une écoféministe américaine,.
On distingue trois périodes dans son œuvre : le process art (années 1970), l'« art anti-nucléaire » (années 1980), et The G-d Project (années 1990 et au début des années 2000). Ce dernier est un commentaire féministe sur la Bible hébraïque et d'autres traditions établies. En 2012, Helène Aylon a publié Whatever Is Contained Must Be Released: My Jewish Orthodox Girlhood, My Life as a Feminist Artist,.

## Biographie

### Premières années et éducation
Vivant à Brooklyn, Helène Aylon reçoit une éducation juive orthodoxe ; elle s'exprime aisément en hébreu. Elle fréquente l'école primaire pour les filles à Shulamith et la high school de Midrasha. Helène Aylon, cependant, voulait à l'origine fréquenter la High School of Music & Art (en) à Manhattan. Tout en fréquentant l'école secondaire, elle se fiance à un étudiant d'une école de rabbins du nom de Mandel H. Fisch (né en 1926). Ils se marient en 1949,. Helène Aylon rejoint aussitôt Montréal, où son mari officie comme rabbin. Après deux ans, elle donne naissance à un fils, Nathaniel Fisch, suivi d'une fille, Renée Emouna. Le couple retourne ensuite à Brooklyn. En 1956, Mandel Fisch découvre qu'il a un cancer, et meurt cinq ans après le diagnostic. Helène Aylon a alors 30 ans,,.
Avant la mort de son mari, Helène Aylon s'inscrit comme étudiante en art à Brooklyn College, où elle suit l'enseignement d'Ad Reinhardt. Après avoir terminé ses études, elle est chargée de peindre une fresque murale pour le centre d'emploi des jeunes à Brooklyn, dans le quartier de Bedford-Stuyvesant. Photographiée pour illustrer un article de journal, elle indique que son nom est Helène Aylon, utilisant l'équivalent hébreu de son prénom,. Par la suite, elle enseigne à l'université de San Francisco et la California College of the Arts à Oakland.
Le premier travail remarquable d'Aylon, Rauch (Spirit, Wind, Breath) (1965), est une fresque murale de 5 mètres, commandée pour l'ancienne bibliothèque de la synagogue à l'Aéroport International JFK, et qui tente de dépeindre le judaïsme à travers les yeux des femmes.

### Process art
La première exploration du process art par Helène Aylon se déroule en Californie dans les années 1970. Elle crée une série d'œuvres intitulée Paintings That Change in Time (1974-1977), qui contient Tar Pouring, Drifting Boundaries, Receding Beige, et Oval on Left Edge. Pour l'ensemble de ces travaux, l'artiste utilise de l'huile sur du papier, qui se transforme lentement lorsque l'huile se déplace, laissant une grande place au hasard. En 1978, elle commence à travailler sur une série appelée The Breakings, pour laquelle elle verse de l'huile de lin sur de grands panneaux qu'elle installe à plat sur le plancher de l'atelier, ce qui permet à l'huile de sécher en superficie. Ensuite, elle incline les panneaux de sorte que l'huile, sous l'effet de la gravité, forme en dessous de la surface une poche, qui va ensuite se rompre. Cette technique est basée sur le hasard. Les œuvres ont un aspect complètement différent de leur état d'origine. Helène Aylon décrit ce travail comme « du process art très humide et orgasmique ».
En 1970 et 1972, Helène Aylon expose dans la Max Hutchinson Gallery de SoHo ; en 1975 et 1979, ses Paintings That Change in Time sont présentés dans la Betty Parsons Gallery, dans la Susan Caldwell Gallery, au MIT, et au musée d'Oakland.

### Art anti-nucléaire et éco-activiste
Dans les années 1980, Helène Aylon, se déclare éco-féministe. Elle commence à créer des œuvres anti-nucléaires et liée à l'éco-activisme, dont Earth Ambulance,. Il s'agit d'une « ambulance » (un van U-Haul reconverti) qui symbolise une tentative de sauver le monde d'une guerre nucléaire. À l'aide de Earth Ambulance, Helène Aylon réunit des déchets des bases nucléaires du strategic Air Command, de mines d'uranium, et de réacteurs nucléaires situés un peu partout aux États-Unis. Après avoir placé les déchets dans des taies d'oreiller, elle les utilise dans une exposition publique devant l'Organisation des Nations unies au cours de la deuxième Session spéciale sur le désarmement nucléaire le 12 juin 1982. Devant un groupe de spectateurs, les taies d'oreiller ont été transportées au bas des marches du parc Ralph Bunche (en) sur des brancards. En 1992, pour célébrer la fin de la guerre froide, Helène Aylon installe une ambulance remplie de graines au « Brooklyn Bridge Anchorage », un espace alternatif de New York. Des taies d'oreiller utilisées pour de précédents projets sont suspendues autour de l'installation. Par la suite, pour Bridge of Knots, Helène Aylon crée des chaînes de taies d'oreiller nouées, sur lesquelles sont inscrits des rêves et des cauchemars au sujet de la guerre nucléaire, et qui sont exposées autour de la façade du Knoxville Museum of Art en 1993, du Berkeley Art Museum en 1995, et de l'American University Museum (en) en 2006,.
En 1985, Helène Aylon voyage au Japon pour marquer le 40e anniversaire du bombardement atomique de Hiroshima et Nagasaki. Des sacs flottants de graines, de céréales, de gousses et de bambou ont été déposés au fil des cours d'eau traversant ces deux villes,. En 1995, une vidéo d'Helène Aylon sur « deux sacs en route » vers Hiroshima et Nagasaki a été montré sur le Jumbotron (en) de Sony sur Times Square.

### The G-d Project
Dans les années 1960, Helène Aylon commence à développer le concept d'un judaïsme réformé qui rejette les notions patriarcales des cinq livres de Moïse. Dans les années 1990, Helène Aylon travaille sur The G-d Project, un projet en neuf parties dont la réalisation s'est étendue sur deux décennies et qui reprend ses réflexions des années 1960. La première œuvre du projet, The Liberation of G-d, présente les cinq livres de Moïse, en anglais et en hébreu, qui sont placés sur des supports de velours. Chaque page est recouverte de parchemin translucide. Le son du froissement de pages de parchemin qu'on tourne a été enregistré et diffusé en boucle pendant l'exposition. Helène Aylon place les 54 sections de la Torah sur des tablettes de verre le long d'un mur, à côté des cinq livres de Moïse, et utilise un surligneur rose pour marquer des phrases qui, selon elle, véhiculent des attitudes patriarcales. Elle met également en exergue des mots ou des phrases qui expriment la vengeance, la tromperie, la cruauté et la misogynie, qui sont faussement attribués à Dieu. Le travail a tout d'abord été exposé dans Too Jewish? Challenging Traditional Identities au Armand Hammer Museum of Art  en mars 1996. Au cours de l'exposition, Helène Aylon invite officiellement les rabbins de la région à venir voir son travail et en discuter.
En 1997, elle achève The Women's Section, la deuxième œuvre de The G-d Project, qui est dédiée aux femmes dont les démêlés avec leur mari ne leur permettent pas de bénéficier d'un divorce religieux, ce qui rend leur remariage impossible. Y sont inclus des textes de la Torah qui parlent des femmes, de « l'impureté » et « la virginité ».
En 1998, Helène Aylon crée la troisième œuvre de la série, My Notebooks, qui se compose de 54 carnets de notes vides de 20 × 28 cm, qui forment un groupe de colonnes. Les blocs-notes fermés, avec leur couverture sombre, forment des colonnes noires ; ouverts, ils forment des colonnes blanches. En transparence, des photos d'une école juive pour filles prises par Helène Aylon sont projetées à travers les carnets de notes. L’œuvre est « Dédiée à Mme Rachi et à Mme Maïmonide, parce qu'elles ont sûrement quelque chose à dire » et se veut une protestation contre le manque de scolarisation de participation à l'éducation des femmes. Elle fait également allusion aux enseignantes de l'école qu'Helène Aylon a fréquenté, qui ne pouvaient enseigner que des commentaires faits par des rabbins de sexe masculin,.
En 1999, Helène Aylon crée Epilogue: Alone With My Mother, la quatrième œuvre de la série. Elle est constituée d'une alcôve d'environ deux mètres de large avec un banc, en face d'un support où deux bibles sont fixées de manière qu'elle ne puisse se fermer. Dans les bibles, les bénédictions et les malédictions des derniers chapitres du Deutéronome sont mis en évidence. Ceci est accompagné de la diffusion de l'enregistrement d'une conversation entre Helène Aylon et sa mère, à qui l'installation est dédiée.
En 1999, Helène Aylon crée My Bridal Chamber: My Marriage Contract, la cinquième œuvre de la série. C'est un simple lit avec un couvre-lit blanc, qu'Helène Aylon a fabriqué à partir de mouchoirs et de houppa. Autour, il y a quatre colonnes sur lesquelles des photographies qui montrent l'artiste dans sa robe de mariée sont projetées. Derrière la tête de lit, Helène Aylon écrit des citations du Lévitique concernant « la malpropreté » et de « l'impureté » des femmes. L’œuvre est conçue comme une observation sur les contraintes religieuses et maritales ressenties par les femmes.
Helène Aylon crée également My Bridal Chamber: My Marriage Bed/My Clean Days (2000 - 2001), la sixième œuvre de la série,. Elle projette des images mouvantes sur un drap blanc pour représenter l'« impureté » menstruelle, tandis qu'une cascade de voix enregistrées décompte le temps d'attente entre les périodes et les bains rituels.
En 2002, Helène Aylon achève The Partition Is in Place, But the Service Can't Begin, la septième œuvre de la série,. Dans ce travail, il y a un mur fait de tsitsits et de grandes photocopies du Mur des Lamentations. Il s'agit d'une observation sur la différence de traitement entre les fidèles selon leur sexe dans l'Église juive Orthodoxe et au Mur des lamentations. Comme le note Helène Aylon, « la matière, que j'ai utilisé pour la cloison qui sépare, parmi les fidèles, les hommes des femmes, est faite de l'habit rituel porté par les religieux. Mais s'il n'y a que neuf fidèles hommes et un millier de fidèles femmes, le service ne peut pas commencer parce que le service nécessite la présence de dix hommes. »
Helène Aylon crée également Wrestlers (1980, 2005), la huitième œuvre de la série. Elle contient des photos à grande échelle de vastes paysages, Aylon y figurant en tout petit, à la recherche de ses ancêtres,. En 2005, elle ajoute « une autre couche de sens aux Wrestlers en mettant l'accent sur une ancêtre particulièrement battante — la femme de Lot — et je lui ai donné un nom. » ce nom est Hashemshela, qui, selon Helène Aylon signifie « son nom », en hébreu. Aylon a dédié Wrestlers à Ana Mendieta.
La neuvième et dernière œuvre de The G-d Project d'Aylon est All Rise (2007), une cour de justice féministe imaginaire, où les femmes, qui ont été interdites dans un Beit Din, la cour de justice dans la religion juive, peuvent maintenant juger,. Dans l’œuvre, une plate-forme en bois avec trois marches supporte trois sièges d'où pendent des tsitsits qui se balancent, flanqués de deux taies d'oreiller et les trois signes rose avec des tirets qui disent : « In G-d We Trust. » Un petitioner's bench (emplacement où se tient le plaignant dans un procès) fait face au bet-din. « Je demande [...] que les bet-din traditionnels, constitués de trois hommes, incluent des femmes comme juge » déclare Helène Aylon, qui ajoute, « je pense à mon œuvre comme un « sauvetage » de la Terre, de Dieu et des femmes, tous coincés dans des définitions patriarcales. »

## Collections publiques et reconnaissance
L'œuvre d'Helène Aylon figure dans les collections permanentes du Whitney Museum (New York), du MOMA, du musée d'art moderne de San Francisco, et le Musée Juif (New York).
Helène Aylon bénéficie de subventions de la National Endowment for the Arts, Pollock-Krasner Foundation, New York State Council for the Arts, et de la New York Foundation for the Arts.

### Traductions
1. ↑  « Tout ce qui Est Contenu Doit Être Publié : Mon enfance de fille Juive Orthodoxe, Ma Vie en tant qu'Artiste Féministe ».
2. ↑  « Rauch (Esprit, Vent, Souffle) ».
3. ↑  « Tableaux Qui Changent avec le Temps ».
4. ↑  « Les Fracas ».
5. ↑  « Ambulance de la Terre ».
6. ↑  « Pont de nœud ».
7. ↑  « La section des femmes ».
8. ↑  « Mes carnets de notes ».
9. ↑  « Épilogue : seule avec ma mère ».
10. ↑  « Ma chambre nuptiale : Mon contrat de mariage ».
11. ↑  « Ma chambre nuptiale : mon lit de mariage/mes jours propres ».
12. ↑  « La partitiion est en place, mais le service ne peut pas commencer ».
13. ↑  « Lutteuses ».
14. ↑  « Levez-vous ».